# New York (film fra 1916)
 For alternative betydninger, se New York (flertydig). (Se også artikler, som begynder med New York)
New York er en amerikansk stumfilm fra 1916 af George Fitzmaurice.

## Medvirkende
- Florence Reed som Nora Nelson.
- Fania Marinoff som Edna Macey.
- John Miltern som Oliver King.
- Jessie Ralph som Mrs. Macey.
- Forrest Winant som Wendell King.